# إضراب طعام أيرلندا (1981)
يعد إضراب طعام أيرلندا (1981) في أوج الاحتجاجات التي قام بها معتقلي الحزب الجمهوري بسجن ميز بأيرلندا الشمالية. بدأت الاحتجاجات باحتجاج الدِّثار عام 1976 الذي قام به المساجين للمطالبة بحقهم في المعاملة كالمعتقلين السياسيين، ثم تصاعدت الاحتجاجات عام 1978؛ إذ قام السجناء بما يعرف باحتجاج القذارة الذي رفضوا خلاله مغادرة الزنازين للاغتسال وقاموا بتغطية جدرانها بالفضلات، ثم قام سبعة مساجين عام 1980 بالإضراب الأول عن الطعام الذي دام 53 يومًا.
شن المساجين الإضراب الثاني عن الطعام عام 1981، وحينها كانت المواجهة بين المساجين ورئيسة الوزراء البريطانية مارجريت تاتشر، وقد انتخب أحد المُضربين «بوبي ساندز» عضوًا في البرلمان من داخل السجن عن دائرة فيرمانا وجنوب تيرون؛ مما جذب اهتمام وسائل الإعلام في جميع أنحاء العالم. وقد توقف الإضراب بعد وفاة عشرة معتقلين جوعًا، بمن فيهم ساندز الذي شيع جنازته 100000 شخص. شكّل الإضراب نواة السياسات الجمهورية الأيرلندية، ويعد القوة الدافعة التي جعلت من شين فين حزبًا سياسيًّا سائدًا.

## الخلفية التاريخية
قام الجمهوريون بأيرلندا بعدة إضرابات عن الطعام من 1917، وتوفي إثرها 12 شخصًا من قبل كتوماس آش وتيرينس ماكسويني وشان ماكونهي ومايكل جوجان وفرانك ستاج. أنشئ معتقل لونج كيش الذي عُرف فيما بعد باسم سجن ميز عام 1971، وكان أشبه بمعسكرات أسرى الحرب، أقام السجناء في مهاجع ورتبوا أنفسهم في هياكل عسكرية الطراز وقاموا بعروض عسكرية حاملين أسلحة خشبية غير حقيقية وقاموا بعقد محاضرات عن السياسة وحروب العصابات.
رفضت السلطات معاملة سجناء كالمعتقلين السياسيين حتى عام 1972 عندما قام 40 سجين من الجيش الجمهوري الأيرلندي بإضراب عن الطعام بقيادة الجمهوري المخضرم بيلي ماكي؛ ليحصل سجناء ميز على حقوق المعتقلين السياسيين كعدم إلزامهم بارتداء بزة السجن أو القيام بأعماله.
في الثاني عشر من فبراير 1976 لقي معتقل الجيش الجمهوري الأيرلندي فرانك ستاج حتفه إثر إضرابه عن الطعام، وهو الأمر الذي جذب أنظار وسائل الإعلام في جميع أنحاء العالم لا سيما بعد رفض الحكومة الأيرلندية وصية ستاج بإقامة جنازة عسكرية له من دبلن إلى بالينا والاكتفاء بدفنه سرًّا.
في الأول من مارس عام 1976 أصدر ميرلين ريس وزير أيرلندا الشمالية بحكومة ويلسون قرارًا بتجريد معتقلي سجن ميز من حقوقهم في المعاملة كمعتقلين سياسيين على ألا يتم تطبيق القرار على المعتقلين في ذلك الحين بل من تم اعتقالهم منذ تاريخ إعلان القرار.

## إضراب الدثار والقذارة
في الرابع عشر من سبتمبر 1976 قاد كيران نوجنت؛ أحد المعتقلين الجدد بإضراب الدثار؛ إذ رفض معتقلي الجيش الوطني الأيرلندي والجيش الجمهوري الأيرلندي ارتداء بزّات السجن وساروا عراة أو مرتدين ثيابًا صنعوها من بطانيات السجن، وفي عام 1978 تم تصعيد الاحتجاجات ليقوم المعتقلون بإضراب القذارة؛ إذ رفض المعتقلون مغادرة زنازينهم للاغتسال أو إفراغ الأوعية التي تحتوي فضلاتهم، بل وقاموا بتلويث الجدران بالفضلات  للمطالبة باستعادة مسماهم السياسي وأعلنوا خمسة مطالب؛ هي:
1. الحق في عدم ارتداء بزات السجن.
2. الحق في عدم القيام بأعمال السجن.
3. حق التواصل مع المعتقلين الآخرين.
4. الحق في تنظيم الأنشطة التعليمية والترفيهية.
5. الحق في الحصول على زيارة واحدة وخطاب واحد وطرد واحد أسبوعيًّا.[13][14]

في البداية لم يحظَ الإضراب بالاهتمام الكافي بل واعتبره الجيش الجمهوري الأيرلندي ذاته قضية جانبية مقارنة بحملته المسلحة إلى أن زار رئيس أساقفة الروم الكاثوليك في أرما السجن واحتج على الأوضاع هناك. عام 1979 أعلنت نائب مجلس الشعب السابقة برناديت ماكليسكي خلال انتخابات البرلمان الأوروبي دعمها للمعتقلين المحتجين، وحصدت 5.9% من الأصوات بأيرلندا الشمالية على الرغم من دعوة حزب شين فين إلى مقاطعة الانتخابات.
لم يمضِ وقت طويل حتى شكلت لجنة لدعم مطالب المعتقلين، وشغلت ماكاليسكي منصب المتحدث الرسمي لها، وقد شهدت الفترة التي سبقت الإضراب عن الطعام اغتيالات عديدة؛ فقد أطلق الجيش الجمهوري النار على ضباط بالسجن، كما قتلت القوات شبه العسكرية عدة نشطاء باللجنة الداعمة للمعتقلين، وقد تعرضت ماكاليسكي وزوجها لمحاولة اغتيال أسفرت عن إصابتهما بإصابات بالغة.

## إضراب عام 1980
بدأ معتقلون سجن ميز إضرابًا عن الطعام بدءًا من 27 أكتوبر 1980 تطوع فيه الكثير، لكن اختير منهم سبعة مساجين على غرار الثوار السبع الذين قاموا بالتوقيع على إعلان ثورة عيد الفصح بأيرلندا عام 1916، كان المساجين السبعة منتمين إلى الجيش الجمهوري الأيرلندي؛ وهم: بريندن هيوز وتومي ماكيرني وريمون ماكارتني وتوم ماكفيلي وشين ماكينا وليو جرين وجون نيكسون عضو جيش التحرير الوطني الأيرلندي.
في الأول من ديسمبر انضمت ثلاث سجينات من سجن أرما للنساء إلى الإضراب، وكانت ميريد فاريل إحداهن، ثم تلا هذا الإضراب إضراب قصير آخر شارك فيه العديد من معتقلي سجن ميز، وفي خضم حرب الأعصاب الدائرة بين الحكومة البريطانية والجيش الجمهوري الأيرلندي ودخول شين ماكينا في غيبوبة عدة مرات ليصبح على شفا الموت، أعلنت الحكومة موافقتها الجزئية على مطالب المعتقلين وأنشات وثيقة ذات ثلاثين صفحة تحمل تسوية مقترحة، وبينما الوثيقة في طريقها إلى بلفاست، اتخذ هيوز قرارًا بإنهاء الإضراب الذي دام 53 يومًا إنقاذًا لحياة ماكينا في 18 ديسمبر.

## إضراب عام 1981

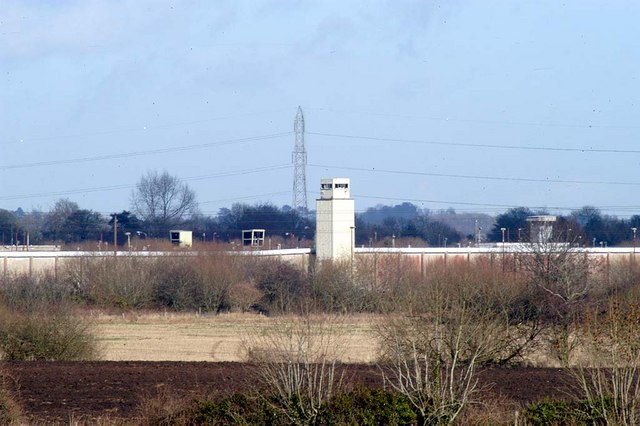
سجن ميز

في يناير 1981 أصبح من الواضح أن الحكومة لم تلبِّ مطالب المعتقلين؛ إذ أمدت سلطات السجن المعتقلين بملابس السجن الرسمية، أي أنهم لم يحصلوا على حقهم في ارتداء ملابسهم الخاصة. في الرابع من فبراير أصدر السجناء بيانًا بعزمهم على تنفيذ إضراب آخر لفشل السلطات البريطانية في حل الأزمة، وبالفعل بدأ الإضراب الثاني في الأول من مارس عندما رفض بوبي ساندز ضابط الجيش الجمهوري السابق تناول الطعام في السجن، وعلى النقيض من الإضراب الأول تبعه السجناء الآخرون على فترات متقطعة لاعتقادهم بأن ذلك سوف يجذب أنظار العالم بصورة أكبر؛ مما يشكل ضغطًا أكبر على رئيسة الوزراء مارجريت تاتشر.
ويذكر أن الحركة الجمهورية قد كافحت لخلق دعم شعبي إبان الإضراب الثاني عن الطعام؛ فعلى سبيل المثال قام 3500 شخص بمسيرة غرب بلفاست قبيل قيام بوبي ساندز بإضرابه عن الطعام، بينما وصل عدد المشاركين في المسيرة قبل أربعة أشهر أثناء الإضراب الأول 10000 شخص.
بعد خمسة أيام من الإضراب توفي النائب الجمهوري المستقل عن فيرماناغ وجنوب تيرون فرانك ماجوير؛ فقامت انتخابات فرعية لاختيار نائب جديد، ونشب جدل بين الجمهوريين والقوميين بشأن مرشحي الانتخابات، وأبدى أوستن كوري من الحزب الاشتراكي العمالي رغبته في الترشح، وكذلك برناديت مكاليسكي ونويل شقيق ماجوير.
بعد مفاوضات عديدة والتهديدات الضمنية التي حصل عليها نويل ماجوير، وافق الجمهوريون على النزول بمرشح واحد لتجنب انقسام الأصوات؛ وتم ترشيح بوبي ساندز ضد هاري ويست مرشح حزب ألستر الوحدوي، وبعد حملة رفيعة المستوى عقدت الانتخابات في التاسع من إبريل، وتم انتخاب ساندز بعد حصوله على 30,492 صوت مقابل 29,046 صوت لنظيره ويست.
وقد أثار فوز ساندز آمالًا للوصول إلى تسوية، إلا أن تاتشر رفضت النزول على مطالب المعتقلين رفضًا قاطعًا، وقالت: «نحن لسنا مستعدين لمنح وضع الفئة الخاصة لأشخاص يمتثلون للعدالة لارتكابهم جرائم، الجريمة هي الجريمة؛ فالمسألة ليست متعلقة بالسياسة»، حظي الإضراب باهتمام الإعلام العالمي، وذهب العديد من الوسطاء للقاء ساندز للتفاوض معه بشأن إنهاء الإضراب، ومنهم سيل دي فاليرا حفيدة إيمون دي فاليرا وجون ماجي المبعوث الشخصي للبابا يوحنا بولس الثاني وممثلي المفوضية الأوروبية لحقوق الإنسان.
وعلى الرغم من اقتراب ساندز من الموت لم يتغير موقف الحكومة إزاءه، وصرح همفري أتكنز الوزير بحكومة تاتشر قائلًا: «إن إصرار ساندز على الانتحار هو قراره، ولن تجبره الحكومة على تلقي العلاج».

### إنهاء الإضراب
توفي ساندز في الخامس من مايو بعد إضراب دام 66 يومًا؛ وقد تلت وفاته أعمال شغب في أيرلندا الشمالية، وأعلن أتكنز أن ساندز قد مات منتحرًا «إثر تعليمات ممن يرون أن وفاته تدعم قضيتهم». كانت جنازة ساندز مهيبة حضرها أكثر من 100,000 شخص واحتشدت بالأوسمة العسكرية للجيش الجمهوري الأيرلندي، لم تبدِ تاتشر أي تعاطف لوفاة ساندز، وصرحت لمجلس العموم قائلة: «كان ساندز مجرمًا مدانًا، وقد اختار إنهاء حياته؛ وهو الخيار الذي لم تسمح به منظمته للكثير من ضحاياها».
توفي ثلاثة معتقلين مضربين عن الطعام خلال الأسبوعين التالين لوفاة ساندز كفرانسيز هيوز الذي توفي في 12 مارس، وأدت وفاته إلى إحداث المزيد من أعمال الشغب في أيرلندا الشمالية ولا سيما ديري وبلفاست، وتلاه ريمون ماكريش وباتسي أوهارا في 21 مارس، كما انتقد توماس فياك أسقف الكنيسة الكاثوليكية الأيرلندية حينئذٍ تعامل الحكومة البريطانية مع الموقف، وعلى الرغم من ذلك أصرت تاتشر على رفضها التفاوض من أجل التسوية، وصرحت أثناء زيارتها لبلفاست في آخر مايو قائلة: «لقد لجأ المجرمون إلى ما يرونه الحل الأخير بعد فشل قضيتهم».
تنافس تسعة معتقلين على الانتخابات لجمهورية أيرلندا في شهر يونيو ككيران دوهيرتي وبادي أجنيو اللذين لم يشاركوا في الإضراب وجو ماكدونيل، في نفس الوقت كانت هناك انتخابات محلية في أيرلندا الشمالية، وعلى الرغم من غياب شين فين عن المشاركة إلا أن بعض الأحزاب الصغيرة والمستقلين المؤيدين للإضراب ربحوا بعض المقاعد كحزب الاستقلال الأيرلندي الذي فاز ب21 مقعدًا،  بينما حصل كل من الحزب الديموقراطي الأيرلندي وحزب الديموقراطية الشعبية على مقعدين، هرعت الحكومة البريطانية من خلال قانون تمثيل الشعب لمنع ترشُّح معتقلين آخرين في الانتخابات الفرعية بفرمانغ وجنوب تيرون، وهو ما كان من المتوقع حدوثه بعد وفاة ساندز.
بدأ إنهاء الإضراب في 31 يوليو عندما أصرت والدة بادي كين على تلقيه العلاج الطبي اللازم لإنقاذ حياته، وفي اليوم التالي توفي كيفن لينش وتبعه كيران دوهيرتي في 20 أغسطس، ثم توماس ماكلوي في 8 أغسطس ومايكل ديفاين في 20 أغسطس، وهو التاريخ ذاته الذي فاز فيه أوين كارون مدير الحملة الانتخابية لساندز بالانتخابات الفرعية لفيرمانغ وجنوب تيرون بنسبة أصوات مرتفعة.
في السادس من سبتمبر كانت أسرة لورانس ماك أوين هي الأسرة الرابعة التي تتدخل وتطالب بتوفير الرعاية الصحية اللازمة لعلاج المعتقل، وألقى كاهال دالي خطابًا يطالب فيه المعتقلين بإنهاء الإضراب، وبعد أسبوع حل جيمس بريور محل همفري أتكينز كوزير بأيرلندا الشمالية وقام بزيارة للمعتقلين للنقاش معهم بشأن إنهاء الإضراب. أنهى ليام ماكلوسكي الإضراب في 26 سبتمبر بعد تصريح عائلته بإمداده بالرعاية الصحية اللازمة إذا فقد الوعي، وأصبح من الواضح أن عائلات المُضربين الآخرين سوف تتدخل لإنقاذ حياتهم.
تم إنهاء الإضراب تحديدًا في الساعة الثالثة والنصف مساء بتاريخ 3 أكتوبر 1981، وبعد ثلاثة أيام حصل المعتقلين على تنازلات جزئية تتعلق بمطالبهم بخصوص ارتداء ملابسهم الخاصة، وظل المطلب الوحيد المعلق هو عدم القيام بأعمال السجن، ولكن تم تنفيذه وإغلاق ورش العمل بالسجون بعد الهروب الكبير من سجن ميز عام 1983؛ ومن ثم تم تنفيذ المطالب الخمسة بدون اعتراف رسمي من الحكومة بذلك.

## المضربون عن الطعام الذين لقوا حتفهم
بحلول صيف 1981 بلغ عدد المعتقلين المتوفين بسبب الإضراب عن الطعام عشرة معتقلين، ويوضح الجدول التالي أسماء المعتقلين وانتماءاتهم السياسية ومدة إضرابهم عن الطعام:
| الاسم         | الانتماء السياسي             | تاريخ بدء الإضراب | تاريخ الوفاة | مدة الإضراب |
| ------------- | ---------------------------- | ----------------- | ------------ | ----------- |
| بوبي ساندز    | الجيش الجمهوري الأيرلندي     | 1 مارس            | 5 مايو       | 66 يوم      |
| فرانسيز هيوز  | الجيش الجمهوري الأيرلندي     | 15 مارس           | 12 مايو      | 59 يوم      |
| ريموند ماكريش | الجيش الجمهوري الأيرلندي     | 22 مارس           | 21 مايو      | 61 يوم      |
| باتسي أوهارا  | جيش التحرير الوطني الأيرلندي | 22 مارس           | 21 مايو      | 61 يوم      |
| جو ماكدونيل   | الجيش الجمهوري الأيرلندي     | 8 مايو            | 8 يوليو      | 61 يوم      |
| مارتن هارسون  | الجيش الجمهوري الأيرلندي     | 28 مايو           | 13 يوليو     | 46 يوم      |
| كيفن لينش     | جيش التحرير الوطني الأيرلندي | 23 مايو           | 1 أغسطس      | 71 يوم      |
| كيران دوهيرتي | الجيش الجمهوري الأيرلندي     | 22 مايو           | 2 أغسطس      | 73 يوم      |
| توماس ماكلوي  | الجيش الجمهوري الأيرلندي     | 8 يونيو           | 8 أغسطس      | 62 يوم      |
| مايكل ديفاين  | جيش التحرير الوطني الأيرلندي | 22 يونيو          | 20 أغسطس     | 60 يوم      |

وقد أشار تقرير الطب الشرعي أن سبب الوفاة هو المجاعة الذاتية التي فرضها المعتقلون على أنفسهم، وهو ما تم تعديله فيما بعد ليصبح «مجاعة» فقط بعد احتجاج علائلات الضحايا.

## مشاركون آخرون في الإضراب عن الطعام
توقف بعض المعتقلين عن الإضراب نظرًا لأسباب طبية أو لتدخل عائلاتهم، وبعضهم يعاني من آثاره الصحية حتى الآن، والجدول التالي يوضح أسماء المعتقلين المضربين عن الطعام وفترة إضرابهم وأسباب إنهائهم للإضراب:
| الاسم          | الانتماء السياسي             | بداية الإضراب | نهاية الإضراب | مدة الإضراب | سبب إنهاء الإضراب                              |
| -------------- | ---------------------------- | ------------- | ------------- | ----------- | ---------------------------------------------- |
| برندن ماكلوفلن | الجيش الجمهوري الأيرلندي     | 14 مايو       | 26 مايو       | 13 يوم      | الإصابة بقرحة هضمية وانثقابها وحدوث نزيف داخلي |
| بادي كين       | الجيش الجمهوري الأيرلندي     | 15 يونيو      | 31 يوليو      | 47 يوم      | تدخل عائلته                                    |
| لورانس ماكأوين | الجيش الجمهوري الأيرلندي     | 29 يونيو      | 6 سبتمبر      | 70 يوم      | تدخل عائلته                                    |
| بات ماتجوين    | الجيش الجمهوري الأيرلندي     | 9 يوليو       | 20 أغسطس      | 42 يوم      | تدخل عائلته                                    |
| مات ديفلن      | الجيش الجمهوري الأيرلندي     | 14 يوليو      | 4 سبتمبر      | 52 يوم      | تدخل عائلته                                    |
| ليام ماكلوسكي  | جيش التحرير الوطني الأيرلندي | 3 أغسطس       | 26 سبتمبر     | 55 يوم      | قرار عائلته بالتدخل إذا أصيب بفقدان الوعي      |
| باتريك شيهان   | الجيش الجمهوري الأيرلندي     | 10 أغسطس      | 3 أكتوبر      | 55 يوم      | -                                              |
| جاكي ماكمولان  | الجيش الجمهوري الأيرلندي     | 17 أغسطس      | 3 أكتوبر      | 48 يوم      | -                                              |
| برنارد فوكس    | الجيش الجمهوري الأيرلندي     | 14 أغسطس      | 24 سبتمبر     | 32 يوم      | انسداد مجرى البول                              |
| هيو كارفي      | الجيش الجمهوري الأيرلندي     | 31 أغسطس      | 3 أكتوبر      | 34 يوم      | -                                              |
| جون بيكرنج     | الجيش الجمهوري الأيرلندي     | 7 سبتمبر      | 3 أكتوبر      | 27 يوم      | -                                              |
| جيرارد هودجين  | الجيش الجمهوري الأيرلندي     | 14 سبتمبر     | 3 أكتوبر      | 20 يوم      | -                                              |
| جيمس ديفاين    | الجيش الجمهوري الأيرلندي     | 21 سبتمبر     | 3 أكتوبر      | 13 يوم      | -                                              |

## تأثير الإضراب

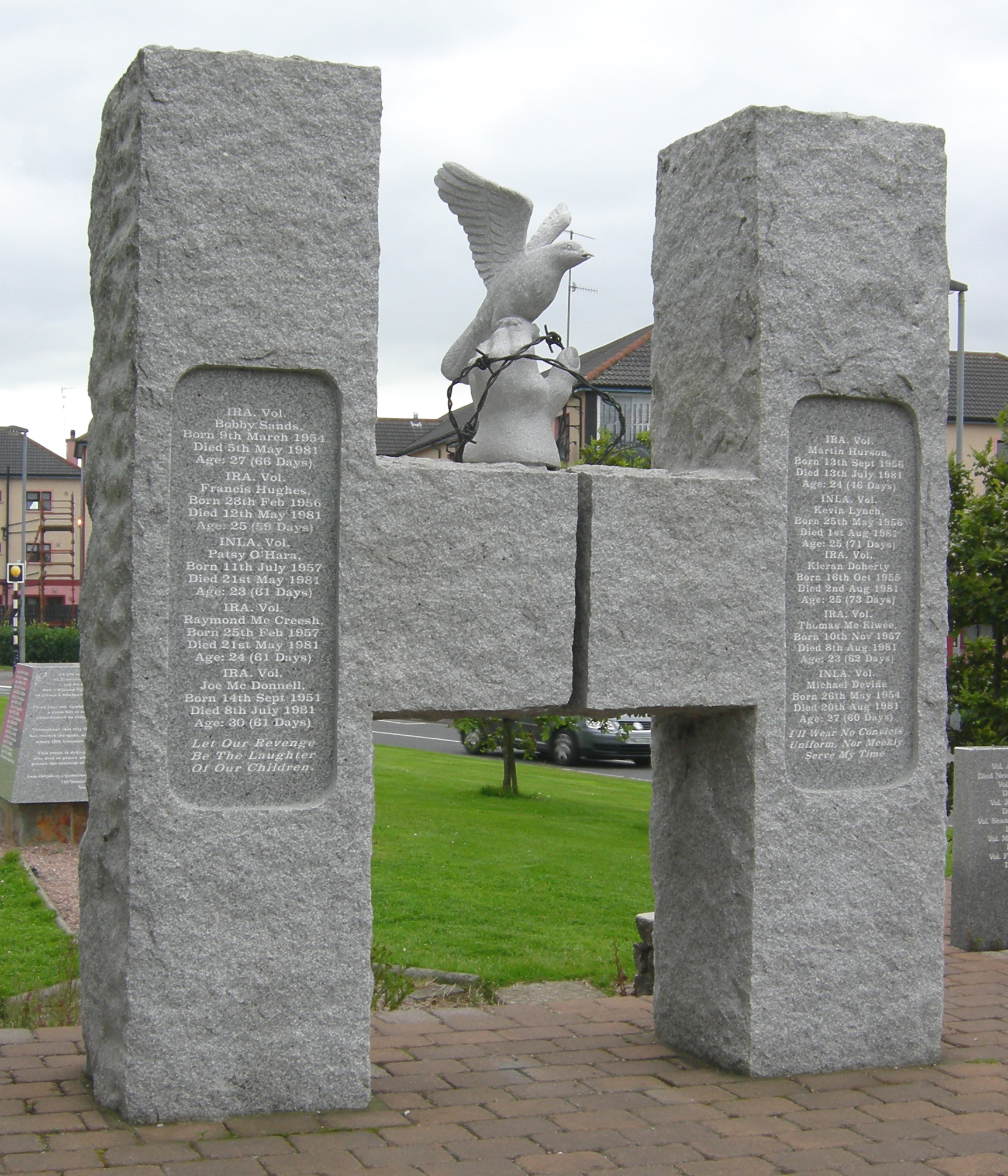
نصب تذكاري للمشاركين في إضراب الطعام بمدينة ديري

أشادت الصحافة البريطانية بالإضراب باعتباره انتصارًا للحكومة البريطانية؛ فقد ورد في صحيفة الجارديان: «قضت الحكومة البريطانية على الإضراب بإصرارها على عدم زعزعة استقرارها»، وفي حين كان الاعتقاد السائد وسط الجيش الجمهوري وشين فين أن الإضراب يعد هزيمة ساحقة للجمهوريين، جاء فوز ساندز بالانتخابات كإعلان لانتصار الجمهوريين، وأصبح الإضراب نصرًا باهظ الثمن لتاتشر والحكومة البريطانية،
تم تعزيز الجيش الجمهوري الأيرلندي كما هو الحال في عملية ديميتريوس عام 1971 والأحد الدامي عام 1972؛ مما أدى إلى زيادة نشاطه العسكري وتصاعد العنف بعد الهدوء النسبي السائد في أواخر السبعينيات، إضافة إلى الاضطرابات المنتشرة في أوساط المدنيين بأيرلندا الشمالية وأعمال الشغب خارج السفارة البريطانية بدبلن، وقد أطلقت قوات الأمن 29,695 رصاصة بلاستيكية عام 1981؛ مما أدى إلى سبع حالات وفاة مقارنة ب16,000 رصاصة وأربع حالات وفاة خلال السنوات الثمانية التالية للإضراب.
واصل الجيش الجمهوري الأيرلندي حملته العسكرية خلال أشهر الإضراب السبعة؛ مما أدى إلى مقتل 13 شرطيًّا و 13 جنديًّا من بينهم خمسة من رابطة دفاع أولستر وخمسة مدنيين. كانت الأشهر السبعة من أكثر الفترات دموية بما مجموعه 61 قتيلًا من ضمنهم 34 مدنيًّا، وبعد ثلاث سنوات قرر الجيش الجمهوري الأيرلندي الانتقام من تاتشر عن طريق تفجير فندق برايتون خلال أحد مؤتمرات حزب المحافظين الذي أدى إلى مقتل خمسة أشخاص ونجاة تاتشر من الموت بصعوبة.
دفع الإضراب عن الطعام شين فين نحو السياسات الانتخابية، وقد أفصح جيري آدامز عن أن فوز ساندز بالانتخابات قد كشف كذب الاعتقاد القائل بأن المضربين عن الطعام والجيش الجمهوري الأيرلندي وحركة الجمهوريين كلها لا تحظى بدعم شعبي.
عام 1982 فاز شين فين بخمة مقاعد في انتخابات المجلس بأيرلندا الشمالية، وعام 1983 فاز جيري آدامز بالانتخابات العامة بالمملكة المتحدة، وكنتيجة للقاعدة السياسية التي بنيت خلال سنوات الإضراب استمر حزب شين فين في النمو خلال العقدين التاليين، وبعد الانتخابات العامة بالمملكة المتحدة عام 2001 أصبح أكبر حزب قومي بأيرلندا الشمالية، وبعد الانتخابات المحلية والأوروبية عام 2014 أثبت أنه أكبر حزب في أيرلندا آنذاك.

## ذكرى الإضراب

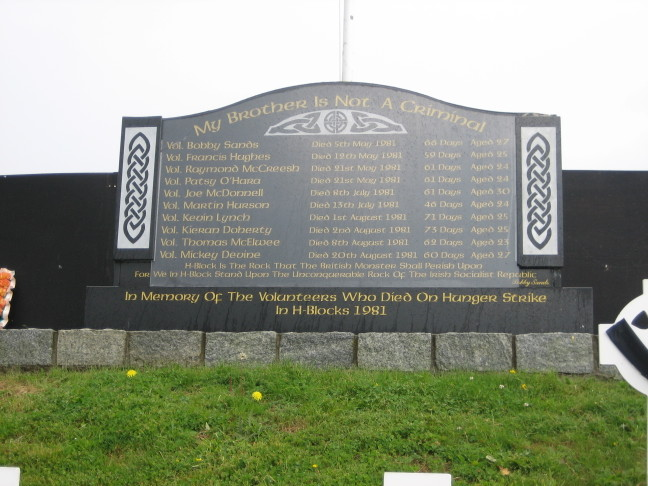
نصب تذكاري للمضربين عن الطعام بكروسماجلن

تنتشر اللوحات التذكارية والجداريات التي تخلّد ذكرى الإضراب في البلدات والمدن جميع أنحاء أيرلندا كبلفاست ودبلن وديري وكروسماجلن، كما يتم عقد حفلات تأبين لكل من ماتوا إثر الإضراب عن الطعام، كما يتم تنظيم مسيرة ببلفاست سنويًّا لإحياء ذكرى الإضراب تتضمن خطابًا تذكاريًّا عن بوبي ساندز، وفي فرنسا أطلق اسم بوبي ساندز على عدة شوارع بمدن كباريس ولومان، كما غيرت الحكومة الإيرانية اسم أحد الشوارع المجاورة للسفارة البريطانية بطهران إلى «بوبي ساندز» بعد أن كان يسمى شارع «وينستون تشرشل».
وفي أستراليا شيّد نصب تذكاري لمن لقوا حتفهم في تمرد عام 1798 وثورة عيد الفصح والإضراب عن الطعام بأيرلندا، وذلك بمقبرة ويفرلي بسيدني، وهو ذاته موضع دفن مايكل دوير عضو جمعية الأيرلنديين المتحدين، كما أنشأت الوحدة الخاصة بلجنة المعونة الشمالية الأيرلندية بهارتفورد بالولايات المتحدة الأمريكية نصبًا تذكاريًّا لبوبي ساندز والمضربين الآخرين عن الطعام بالمدينة.
في 20 مارس 2001 افتتح رئيس حزب شين فين ميتشل ماكلافلين معرض اللجنة الوطنية لإحياء ذكرى الإضراب عن الطعام بفندق أوروبا ببلفاست، وضم ثلاثة أعمال فنية أصلية لفنانين من بلفاست، وعقد معرض آخر في ديري في الشهر التالي، كما صدرت العديد من الأفلام التي تحكي قصة الإضراب؛ مثل فيلم باسم الأب الصادر عام 1993 وفيلم الجوع الصادر عام 2008.

## روابط خارجية
- Bobby Sands Trust
- Irish Hunger strike Commemorative Project
- Hunger Strikers Memorial, Hartford, CT, USA
- Chicago Hunger Strike Commemoration Committee
- صفحة فيلم «باسم الأب» على قاعدة بيانات الأفلام على الإنترنت
- صفحة فيلم «الجوع» على قاعدة بيانات الأفلام على الإنترنت